# Le Pic des ténèbres
Le Pic des ténèbres est un roman écrit par Roger Leloup, édité en 1989. L'histoire est un récit mêlant science-fiction et aventures, le tout ayant pour toile de fond l'atmosphère du Moyen Âge. Le roman a reçu le grand prix de la jeunesse SF 1990.

## Résumé
En 1313, l'androïde Tyo débarque sur Terre. La mission que lui ont confiée ses créateurs, qu'elle connaît sous le nom des « Suprêmes Lumières », est simple : retrouver le premier androïde envoyé sur Terre, quelques années auparavant, qui ne donne aucune nouvelle. Celui-ci règne en despote sur la région, se faisant appeler le « Prince des Lumières ».
Pour accomplir cette mission, Tyo, qui a été dotée d'une logique très « humaine », devra trouver une femme de sa stature à copier, c'est-à-dire prendre son apparence. Tyo jette son dévolu sur Ambre, une jeune fille rencontrée par hasard à qui elle sauve la vie. S'ensuit une succession d'aventures où Tyo et Ambre, cherchant à percer le mystère du château du pic des ténèbres, deviennent de plus en plus complices, révélant l'humanité de l'androïde…

## Personnages
- Tyo, androïde envoyé sur Terre et à travers qui nous découvrons le Moyen Âge.
- Ambre, jeune fille ayant servi de « modèle » physique à Tyo pour que l'androïde ait une apparence humaine. Elle s'attache beaucoup à Tyo car celle-ci lui rappelle sa sœur jumelle disparue.
- Maître Arthémus, vieux sage représentant la connaissance.
- L’"Homme en Noir", mystérieux personnage.
- Le Prince des Lumières, premier androïde envoyé sur Terre par les Suprêmes Lumières.
- Agnès, fillette rencontrée au hasard des aventures de nos deux héroïnes.

## Commentaires
Le roman s'adresse clairement à un public adolescent, sans limite supérieure d'âge. 
Le Moyen Âge et la science-fiction s'y mêlent volontiers, les aventures vécues par nos deux héroïnes ayant pour toile de fond l'obscurantisme du Moyen Âge. En effet, les aspects religieux sont très présents dans le récit. Ainsi, de nombreuses allusions à l'Inquisition ou aux templiers agrémentent l'histoire, qui laisse également une grande place aux détails techniques quant au fonctionnement de l'androïde. Le lecteur averti ne sera pas insensible aux aspects humains et philosophiques du roman : la bête et son concepteur, l'évolution de l'homme, l'exploration interstellaire, les robots… Les plus jeunes apprécieront simplement l'intrigue et ses multiples rebondissements.

## Liste des éditions
- Le Pic des ténèbres, Duculot, 1989, 311 p., format poche,  (ISBN 2-8011-0812-X) (BNF 35039461)
- Le Pic des ténèbres, Casterman, 1993, 311 p., format poche,  (ISBN 2-203-56288-9) (BNF 35680746)